# Borgholm (gemeente)
Borgholm is een Zweedse gemeente in de provincie Kalmar län, gelegen op het eiland Öland. Ze heeft een totale oppervlakte van 3669,1 km² en telde 11.133 inwoners in 2004.
In de periode 1952-1974 werd de gemeente Borgholm gevormd uit 16 zelfstandige gemeentes. In 1952 werden de volgende gemeentes gevormd naast Borgholm stad:
Ölands Åkerbo uit Böda, Högby, Källa en Persnäs;
Gärdslösa uit Gärdslösa, Högsrum, Långlöt, Runsten en Räpplinge;
Köpingsvik uit Alböke, Bredsätra, Egby, Föra, Köping en Löt.
In 1969 werden Borgholm Stad, Köpingsvik en Gärdslösa samengevoegd tot de nieuwe gemeente Borgholm. In 1974 werd daar Ölands Åkerbo aan toegevoegd, waardoor de gemeente haar huidige vorm kreeg.
Het gemeentewapen bestaat uit een blauw veld met een zilveren golf aan de onderkant en daarboven in zilver een slot. Sinds 1877 was dit wapen in gebruik voor Borgholm Stad, in 1982 is het vastgelegd als gemeentewapen.

## Nederzettingen
Er zijn 5 grotere plaatsen te vinden in de gemeente Borgholm. Daarnaast is er een twintigtal gehuchten met minder dan 200 inwoners. In de onderstaande tabel staan de plaatsen naar inwonertal (31 december 2005 de gegevens van Egby komen uit 2000).
| #  | Plaats                            | Inwonertal |
| -- | --------------------------------- | ---------- |
| 1  | Borgholm (stad)                   | 3 093      |
| 2  | Köpingsvik                        | 609        |
| 3  | Löttorp                           | 455        |
| 4  | Rälla                             | 440        |
| 5  | Björkviken                        | 243        |
| 6  | Stora Rör                         | 154        |
| 7  | Byxelkrok                         | 149        |
| 8  | Räpplinge                         | 138        |
| 9  | Spjutterum                        | 130        |
| 10 | Gärdslösa                         | 125        |
| 11 | Mellböda och del av Böda          | 112        |
| 12 | Runsten-Bjärby                    | 106        |
| 13 | Långlöt                           | 103        |
| 14 | Böda                              | 100        |
| 15 | Södvik                            | 85         |
| 16 | Sättra                            | 81         |
| 17 | Furuhäll-Blårör-Solbergamarken    | 75         |
| 18 | Rälla tall (södra delen, stugbyn) | 72         |
| 19 | Åkerby-Lopperstad                 | 71         |
| 20 | Sandby (Öland)                    | 65         |
| 21 | Bredsättra                        | 64         |
| 22 | Sandvik (Öland)                   | 63         |
| 23 | Lindby (Borgholm)                 | 60         |
| 24 | Sörby                             | 59         |
| 25 | Störlinge                         | 58         |
| 26 | Löt                               | 57         |
| 27 | Egby                              | 56         |
| 28 | Vedborm                           | 53         |
| 29 | Tjusby                            | 51         |

Åkerby-Lopperstad · Alböke · Äleklinta · Arbelunda · Askelunda · Åstad · Binnerbäck · Björkviken · Bläsinge · Borgehage · Borgholm · Bredsättra · Byrum · Byxelkrok · Bägby · Böda · Dalby · Djupvik · Djurstad · Dödevi · Egby · Enerum · Fagerum · Furuhäll-Blårör-Solbergamarken · Föra · Gillberga · Grankulla · Grankullavik · Greby · Greda · Gunnarslund · Gärdslösa · Hagby · Hagelstad · Hallnäs · Halltorp · Horn · Hässelby · Högenäs · Högsrum · Hörlösa · Ingelstad · Istad · Kalleguta · Kolstad · Kvarnstad · Källa · Källingemöre · Kårehamn · Köpingsvik · Lerkaka · Lilla Horn · Lindby · Lofta · Långlöt · Långöre · Löt · Löttorp · Marsjö · Mellböda och del av Böda · Melösa · Mörby · Nabbelund · Öjkroken · Ölands Bäck · Persnäs · Ramsättra · Runsten-Bjärby · Rälla · Rälla tall · Räpplinge · Sandby · Sandvik · Spjutterum · Stacketorp · Stenninge · Stora Rör · Störlinge · Sättra · Södvik · Sörby · Tjusby · Uggletorp · Vannborga · Vedborm · Vedby · Vedby